# Травневое (Харьковский район)
Травневое (укр. Травневе) — посёлок,
Манченковский поселковый совет,
Харьковский район,
Харьковская область, Украина.
Код КОАТУУ — 6325157608. Население по переписи 2001 года составляет 515 (228/287 м/ж) человек.

## Географическое положение
Посёлок Травневое находится на автомобильной дороге М-03 (E 40) и примыкает к посёлку Санжары.
На расстоянии в 1 км расположен посёлок Спартасы.

## История
- 1930 — дата основания совхоза и села Травневое в честь 1 Мая (праздник).
- В 1940 году, перед ВОВ, тут была птицеферма.[1]
- 1967 — присвоен статус посёлка.

## Экономика
- ООО «Люботинская птицефабрика».

## Объекты социальной сферы
- Дом культуры.

## Достопримечательности
- Братская могила советских воинов. Похоронены 244 воина.